# Antonio Giuglini
Antonio Giuglini (Fano, 16 o 17 gennaio 1825 – Pesaro, 12 ottobre 1865) è stato un tenore italiano naturalizzato inglese.
Durante gli ultimi otto anni della sua vita, prima che sviluppasse i segni dell'instabilità mentale, si guadagnò fama come uno dei protagonisti della scena operistica di Londra. Creò diversi ruoli importanti per il pubblico britannico, apparendo nelle prime esibizioni londinesi del Faust di Gounod e Un ballo in maschera di Verdi. A Londra era solitamente partner di scena del grande soprano drammatico Thérèse Tietjens.

## Biografia

### Inizio della carriera in Italia

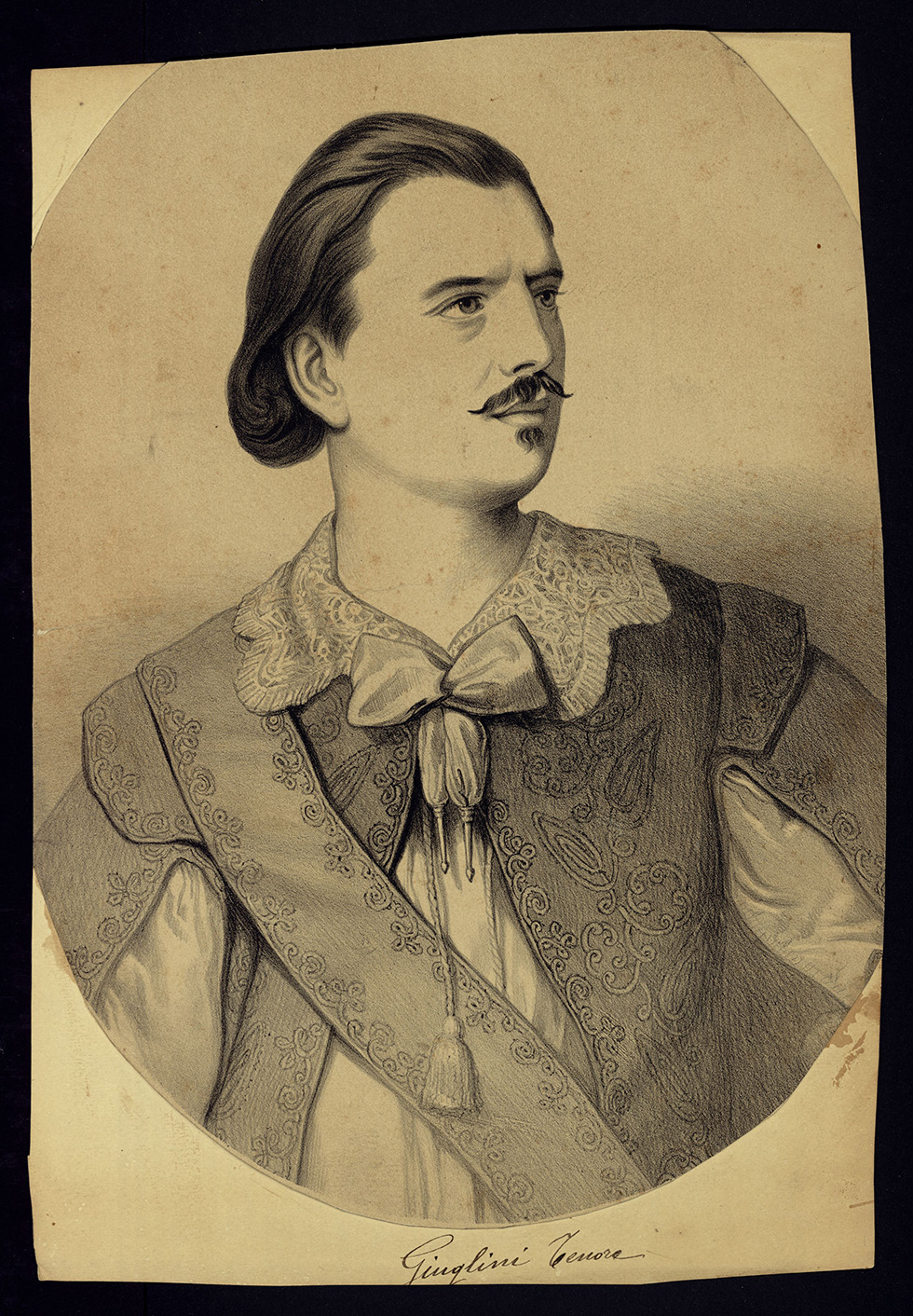
Ritratto di Antonio Giuglini

Giuglini nacque a Fano nel centro/nord-est dell'Italia. Studiò nel suo paese d'origine con Francesco Cellini e fece il suo debutto nell'opera a Fermo.
Secondo l'impresario Benjamin Lumley, Giuglini era destinato al sacerdozio. Cominciò nel coro della chiesa cittadina di Fermo, dove la sua eccellenza come voce bianca e poi come tenore, attirò l'attenzione. Resistette fermamente a molti incentivi per apparire sul palcoscenico, finché un giorno prese il posto di un membro dell'orchestra del teatro che si era ammalato. Poco dopo anche il tenore principale si ammalò e Giuglini prese il suo posto come Jacopo in I due Foscari. Fu subito un successo e successivamente ebbe brillanti successi in altri teatri. Questo lo condusse a Milano, dove venne all'attenzione dell'Imperatore d'Austria, che gli conferì il titolo di cantante da camera (Kammersänger) alla sua corte e avrebbe voluto ingaggiarlo per Vienna. Lumley però lo aveva già prenotato per tre anni a Londra, ma il tribunale viennese lo assicurò in anticipo per l'anno 1860.
La sua prima stagione alla Scala di Milano, all'inizio del 1855, fu testimoniata da Charles Santley che affermò che aveva creato "un furore perfetto" ed era l'eroe del giorno.
Santley lo ha visto lì come Raoul (Gli ugonotti), in cui cantava in modo affascinante ma gli mancava il fuoco e la virilità per il ruolo, come Arturo ne I Puritani, che catturava completamente l'attenzione e nelle serate delle selezioni, quando cantava il trio 'Pappataci' da L'italiana in Algeri con Scheggi (buffo) e Ignazio Marini (basso), così popolare che doveva essere ripetuto per tutta la stagione. Il 26 dicembre 1855 apparve al Teatro Regio di Parma nella prima rappresentazione di Giovanna de Guzman, la prima versione italiana di Les vêpres siciliennes di Verdi.

### Londra 1857–1858
Giuglini fece il suo debutto a Londra per Benjamin Lumley il 14 aprile 1857, all'His Majesty's Theatre, come Fernando in La favorita, con Mlle Spezia e il Sig. Vialetti. Giuglini ebbe successo e fu immediatamente approvato dal pubblico di Londra. Entrò in una compagnia già celebre che comprendeva artisti come Marietta Piccolomini, Marietta Alboni e Thérèse Tietjens. Questa compagnia era in competizione con il teatro del Covent Garden, appena ricostruito, dove Giulia Grisi e [,, Mario guidavano il cast e il botteghino, diretti da Michele Costa per l'impresario Frederick Gye. La favorita fu seguita da La traviata con Mlle Piccolomini e Giuglini fu accolto con maggiore eccitazione rispetto a prima: e ne I puritani, scelta per il debutto di Angelina Ortolani, rubò gli allori al suo compagno. Il suo Edgardo in Lucia di Lammermoor, con la Piccolomini, fece ulteriore sensazione:
Come Manrico, al fianco di Maria Spezia Aldighieri e con Marietta Alboni nei panni di Azucena, fu ancora al centro dell'attenzione. Nella ripresa del Don Giovanni, con la Piccolomini (Zerlina), Mlles Spezia (Donna Anna) e Ortolani (Elvira), Belletti (Leporello), "la musica di Don Ottavio fu gorgheggiata dalla bella voce di Giuglini come pochi avevano sentito prima. L'aria nobile "Dalla sua Pace" è stata rinfrescata da Giuglini in questa occasione e ha fatto una notevole sensazione con la sua esecuzione tenera ed espressiva della stessa". Prese parte a una versione italiana de The Bohemian Girl di Balfe (col titolo La Zingara), con Piccolomini, Alboni, Vialetti e Belletti: "Il modo di Giuglini di cantare "Allora ti ricorderai di me", in italiano portò con sé un piacere mai dimenticato da coloro che l'hanno ascoltato". Tenne anche un "Festival di esecuzioni" de La sonnambula con Mlle Piccolomini e il Sig. Belletti.

### Con Mapleson e Smith, 1858–1861
La stagione 1858 di Lumley non iniziò che dopo Pasqua e per il suo lancio, quando ancora il futuro era molto incerto, ideò una produzione sontuosa per il debutto londinese di Thérèse Tietjens, con Giuglini, ne Gli ugonotti. Anche durante le prove ci fu un enorme interesse, quando gli sforzi artistici della Tietjens richiedevano a sua volta una risposta da parte di Raoul:
La Tietjens e Giuglini cantarono poi Il trovatore ed entrambe le produzioni, alla presenza della regina e della corte, ebbero un'accoglienza entusiastica. Il 3 giugno 1858, per Lumley, apparve come Rodolfo nella prima esecuzione britannica di Luisa Miller di Verdi, al fianco della Piccolomini.
Tuttavia, poiché la gestione di Lumley in seguito fallì, il colonnello J.H. Mapleson, sperando di far rivivere la compagnia Her Majesty, fondò una compagnia a Drury Lane, acquisendo alcuni degli artisti di Lumley e nella sua seconda stagione (1858) Giuglini apparve nuovamente come Fernando per il debutto di Carolina Guarducci, che fece un esordio clamoroso, nonostante non avesse mai studiato la parte che cantò (cioè Leonora) e in seguito fu istruita da Mme Tietjens. A Drury Lane, nel luglio del 1859, Giuglini creò il ruolo di Arrigo nella prima produzione londinese di Les vêpres siciliennes di Verdi, al fianco della Tietjens.
Con Edward Tyrrel Smith fu ripreso il progetto del Her Majesty e nel 1860 la Tietjens e Giuglini furono a disposizione di Smith e Mapleson come parte di un accordo da 16.000 sterline con Lumley. Le compagnie d'opera inglesi e italiane venivano organizzate a notti alterne e Giuglini, Tietjens, Mme Lemaire e Vialetti ne Il trovatore si alternavano al Robin Hood di George Alexander Macfarren, con Helen Lemmens-Sherrington (il suo debutto), John Sims Reeves e Charles Santley. Ma la società di gestione si divise e Mapleson si diede nuovamente da fare con Lumley per ottenere Giuglini e la Tietjens per un nuovo progetto al Lyceum Theatre.

### Stagione del Lyceum di Mapleson, 1861
Meanwhile, Mapleson had also recruited Adelina Patti, but she was immediately poached by Gye for Covent Garden. The Lyceum company opened on 8 June 1861 with Il trovatore with Giuglini and Tietjens, Alboni, Enrico Delle Sedie (who had sung with Giuglini in Milan) and Édouard Gassier, under Luigi Arditi. The second night was Lucrezia Borgia, with the same cast, Tietjens' greatest role. Soon afterwards Giuglini led a cast in the very successful first London production of Un ballo in maschera, just beating Covent Garden to it, after all-night rehearsals for weeks through productions of Les Huguenots, Lucrezia Borgia and Norma (Giuglini as Pollione, opposite Tietjens), all with Arditi conducting. The end of the season was crowned with an evening of excerpts, in which Giuglini and Tietjens sang the grand duet from Les Huguenots.

### Her Majesty's Theatre e una Cantata
Nel 1862 Mapleson ottenne finalmente l'affitto del Her Majesty's Theatre, con i continui servizi della Tietjens e Giuglini. La Cantata di Verdi, rifiutata per l'inaugurazione della Grande esposizione di Londra del 1862, fu eseguita e seguirono produzioni di Semiramide, Oberon, Roberto il diavolo, Lucrezia Borgia e Il trovatore. Durante questa stagione Giuglini iniziò a essere difficile, trascorrendo molto tempo a Brighton con una donna famosa, ma venendo portato all'obbedienza dalla minaccia di essere rimpiazzato come Manrico. Tuttavia pose una condizione per continuare il suo servizio continuasse, cioè che Mapleson presentasse una nuova Cantata che lui, Giuglini, aveva scritto, compreso un lugubre ruolo per la Tietjens e una scena in cui non meno di 120 finestre dovessero apparire in un palcoscenico, da ognuna delle quali ad un determinato segnale (cioè l'Inno di Garibaldi) sarebbe dovuta apparire una bandiera italiana. Mapleson lo accontentò: la cantata fu eseguita solo per una serata. La stagione 1862 comprese anche Giuglini nell'opera Martha.
A seguito di un incidente in cui la signora Tietjens aveva accidentalmente colpito Giuglini sul naso con una bacchetta da tamburo mentre suonava un gong durante un'esibizione di Norma, facendo sanguinare il naso del tenore sul palco, Giuglini concepì un odio per quell'opera e giurò solennemente di non apparire mai di nuovo in essa. Tuttavia, durante un'interruzione di una serie de Il trovatore, per indisposizione del contralto, Mapleson fu obbligato a mettere in scena Norma e ad assumere un altro tenore, conoscendo l'opposizione di Giuglini e che questa esibizione era in sovrannumero rispetto al suo contratto. Dopo aver tentato di estorcere un compenso addizionale, Giuglini all'ultimo minuto costrinse con la forza il rivale a svestire il suo costume nelle quinte e ha cantò il ruolo lui stesso, ma con scarso beneficio economico e senza la bacchetta da tamburo.
La stagione del 1863 si aprì con Il trovatore e in maggio ci fu la prima dell'opera di Schira Niccolo de' Lapi con Giuglini nei panni di Lamberto, Tietjens, Zélia Trebelli e Santley. Tuttavia il momento clou di quella stagione fu il primo Faust di Londra, varato l'11 giugno al Her Majesty's, in cui assunse il ruolo principale: l'opera fu successivamente prodotta al Covent Garden ogni anno fino al 1911. La prima fu con la Tietjens (Margherita), Trebelli (Siebel), Edouard Gassier (Mefistofele) e Charles Santley (Valentin), direttore d'orchestra Arditi. (In un'occasione Giuglini fu fischiato per una apparizione tardiva nella scena della chiesa.) Fu dato per dieci sere consecutive, dopo di che Gye lo diede al Covent Garden il 2 luglio con Enrico Tamberlik e con Mario l'anno successivo. Nelle produzioni seguenti Mapleson sostituì Giuglini nel ruolo con il tenore Alessandro Bettini e con Sims Reeves. Giuglini cantò ancora The Bohemian Girl, questa volta con Santley, Vialetti e Louisa Pyne.
Nel 1864 la Tietjens e Giuglini eseguirono Lucrezia Borgia al Her Majesty, in uno spettacolo di gala alla presenza di Garibaldi e superarono se stessi. Furono in testa al cast in una nuova produzione di Le allegre comari di Windsor di Nicolai (come Mistress Ford e Fenton), con Bettini, Gassier, Santley e Caroline Bettelheim, che fu replicata per molte sere. Entrambi apparvero nei concerti di Buckingham Palace quell'anno. Giuglini fu anche Vincenzo nella Mireille di Gounod, in una scena di combattimento nella quale, a causa delle prove insufficienti, ricevette un sonoro colpo alla testa da Santley, cantando Ourrias.

### A San Pietroburgo
Alla fine del 1864 Giuglini accettò un ingaggio per una stagione a San Pietroburgo, ma quando arrivò scoprì che non era richiesto per il Faust, dato che Enrico Tamberlik si era dato da fare per prendersi il ruolo. Il suo debutto come Faust fu quindi ritardato e quando gli fu finalmente chiesto, si vociferò che la Patti (Marguerite) era indisposta, e sarebbe stata sostituita da una debuttante. Giuglini si innervosì e si ammalò anche lui. Quando alla fine del suo contratto fu detratta una somma per quella sera, perché aveva fatto una passeggiata e lasciato la sua casa quella notte, gettò il pagamento in una stufa con rabbia e da allora in poi la ragione iniziò ad abbandonarlo. Tornò a Londra nella primavera del 1865, dove Mapleson lo aspettava per una tournée a Dublino. Tutti i suoi preziosi vestiti e pellicce erano stati rubati nel viaggio di ritorno dalla Russia e tutte le pietre preziose portate via dalle sue proprietà e dal suo portagioielli.

### Malattia e morte
A casa, in via Welbeck, Giuglini sedeva a mangiare ostriche e si rifiutava di mettersi i pantaloni. Mapleson lo affidò alle cure di un dottore a Chiswick e in una visita successiva, con la Tietjens, il tenore sembrava razionale e cantò "Spirito gentil" e "M'appari" per loro divinamente. Le sue condizioni peggiorarono e, avendo fatto un viaggio per mare in Italia quell'autunno per migliorare la sua salute, morì a Pesaro.

## Carattere
Secondo Mapleson Giuglini aveva una natura infantile e talvolta maliziosa. Era spesso preda di giovani donne senza scrupoli che usavano il loro fascino per giocare sulla sua natura sensibile per portarlo sotto la loro influenza. In questo era protetto dalla sua manager M.me Puzzi ("Mamma Puzzi" come la chiamava), che veniva spesso convocata per lettera o telegramma per salvarlo all'improvviso e non mancava mai di farlo. A Giuglini piaceva molto far volare gli aquiloni, cosa che faceva spesso in Brompton Road, rischiando di essere schiacciato a morte dagli omnibus che passavano e divenne noto agli autisti che lo evitavano indulgentemente.
Lumley notò una delle ossessioni di Giuglini nel 1857: "In quel periodo la principale passione del grande tenore era quella di fabbricare e fare esplodere i fuochi d'artificio! Era una di quelle passioni che quasi equivalevano ad una mania e assorbiva tutti i suoi pensieri quando non era occupato dalla sua arte. Era diventato un grande esperto in fatto di fuochi d'artificio...". Mme Tietjens raccontò di un pericoloso viaggio con lui tornando da uno spettacolo al teatro di Dublino, in un taxi pieno di fuochi d'artificio, con compagni di viaggio eccitati, ma all'oscuro dei fuochi, che fumavano pipe e sigari tutto intorno a loro. Lo stesso Giuglini era un fumatore di sigari e godeva dei pettegolezzi e dei piccoli complotti tra i suoi compagni.
Secondo una storia pubblicata nel 1951 che pretendeva di basarsi sulla realtà storica, dal 1858 al 1863 Giuglini mantenne apertamente una relazione con una donna sposata, la signora Agnes Wyndham (ex Agnes Willoughby), moglie di "Mad" Wyndham della Felbrigg Hall nel Norfolk, che causò un brutto scandalo pubblico. La signora Wyndham era molto affezionata a Giuglini e si era stabilita con lui a Londra, nonostante il fatto che suo marito apparisse di tanto in tanto per creare scene imbarazzanti e la minacciasse di divorziare. Lo scrittore racconta che quando la popolarità e le fortune di Giuglini iniziarono a svanire verso la fine del 1863 e non poteva più coprire le spese della donna, slei i staccò da lui, all'incirca quando entrò in un manicomio a Chiswick. Tuttavia fu profondamente colpita dalla notizia della sua morte nel 1865.

## Una critica
Santley, che lo aveva ammirato a Milano, in seguito ebbe la sensazione che non fosse un cantante così bravo come Italo Gardoni, il tenore che gli succedette a Londra.
Santley scrisse anche:
Nel 1893 George Bernard Shaw poteva ancora scrivere del suo tempo come i "giorni post-Giuglini" e il nome di Giuglini era spesso abbinato a quello del grande tenore Mario.

## Repertorio
| Ruolo                 | Titolo                       | Autore    |
| --------------------- | ---------------------------- | --------- |
| Taddeo                | La zingara                   | Balfe     |
| Pollione              | Norma                        | Bellini   |
| Arturo Talbot         | I puritani                   | Bellini   |
| Gennaro               | Lucrezia Borgia              | Donizetti |
| Edgardo di Ravenswood | Lucia di Lammermoor          | Donizetti |
| Fernando              | La favorita                  | Donizetti |
| Lionello              | Martha                       | Flotow    |
| Faust                 | Faust                        | Gounod    |
| Vincenzo              | Mireille                     | Gounod    |
| Roberto               | Roberto il diavolo           | Meyerbeer |
| Raul                  | Gli ugonotti                 | Meyerbeer |
| Don Ottavio           | Don Giovanni                 | Mozart    |
| Fenton                | Le allegre comari di Windsor | Nicolai   |
| Idreno                | Semiramide                   | Rossini   |
| Jacopo Foscari        | I due Foscari                | Verdi     |
| Rodolfo               | Luisa Miller                 | Verdi     |
| Manrico               | Il trovatore                 | Verdi     |
| Alfredo Germont       | La traviata                  | Verdi     |
| Arrigo                | I vespri siciliani           | Verdi     |
| Riccardo              | Un ballo in maschera         | Verdi     |
| Oberon                | Oberon                       | Weber     |